# 尼古拉·贝特洛
尼古拉·贝特洛（法語：Nicolas Berthelot，1964年—），法国男子射击运动员。他曾代表法国参加1984年和1988年夏季奥林匹克运动会射击比赛，其中1988年奥运会获得一枚银牌。